# 500 Miles North
Pour plus de détails, voir Fiche technique et Distribution.
500 miles North est un film dramatique écossais réalisé par Luke Massey, sorti en 2014.

## Synopsis
James et John sont deux frères éloignés l'un de l'autre mais cela va très vite changer lorsqu'ils se réunissent pour satisfaire les dernières volontés de leur père.

## Fiche technique
- Titre original : 500 miles North
- Titre français : 500 miles North
- Réalisation : Luke Massey
- Scénario : Luke Massey et Benjamin Read
- Production : Luke Massey, Benjamin Read et Julia Higginbottom
- Musique : Jonathan Fletcher
- Pays d'origine :  Écosse
- Genre : film dramatique

## Distribution
- Joseph Morgan : James Hogg
- Kevin McNally : Groundsman
- Wendy Glenn : Sassy
- Vanessa Branch : Claire
- Matt Ryan : John Hogg
- Sue Johnston : Stein
- Scott Ainslie : Un policier